# Andrea Minasso
Andrea Minasso (Torino, 21 febbraio 1910 – Saint-Étienne, 11 ottobre 1982) è stato un ciclista su strada italiano, professionista e indipendente dal 1931 al 1939. Buon corridore, colse alcune vittorie, come una tappa al Giro del Piemonte 1933, oltre a numerosi importanti piazzamenti, quali il secondo posto nella generale dello stesso Giro del Piemonte 1933, il secondo posto al Giro del Lazio 1933 e il quarto al Giro dell'Emilia 1930.

## Palmarès
- 1929 (dilettanti)

Coppa Cumiana
- 1930 (dilettanti)

Coppa San Geo
Corsa nazionale dello Statuto - Coppa Petrino
1ª tappa Giro d'Ungheria
3ª tappa Giro d'Ungheria
4ª tappa Giro d'Ungheria
5ª tappa Giro d'Ungheria
Coppa Conte Giulio Masetti
Piccolo Giro di Lombardia
- 1932 (U.S. Pro Dronero/U.S. Milanese)

Coppa Maccarese - San Giorgio
Coppa Matiddi
3ª tappa Giro della Tripolitania (Zawiya > Garian)
6ª tappa Giro della Tripolitania (Zliten > Misurata)
Classifica generale Giro della Tripolitania
- 1933 (G.S. Biagio Nazzaro, due vittorie)

2ª tappa Giro del Piemonte (Aosta > Novara)
1ª tappa Giro della Liguria (Genova > Sanremo)
- 1939 (individuale, una vittoria)

G.P. de la Trinité - Saint-Rémy de Provence

## Piazzamenti

### Classiche monumento
- Milano-Sanremo

1931: 22º
1934: 17º
- Giro di Lombardia

1934: 30º